# Antony Blinken
Antony John Blinken (Yonkers, 16 aprile 1962) è un diplomatico e politico statunitense, Segretario di Stato degli Stati Uniti d'America nell'amministrazione Biden dal 2021 al 2025.

## Biografia
Nato a Yonkers (nello stato di New York) da genitori ebrei, Judith (Frehm) e Donald M. Blinken che ha ricoperto l'incarico di ambasciatore degli Stati Uniti in Ungheria. I suoi nonni materni erano ebrei ungheresi, mentre i suoi nonni paterni erano ebrei ucraini. Lo zio di Blinken, Alan, servì come ambasciatore americano in Belgio. Suo nonno paterno, Maurice Henry, fu uno dei primi sostenitori di Israele e contribuì a fondare l'American Palestine Institute, oltre a commissionare uno studio di fattibilità economica sulla creazione e sostenibilità dello stato ebraico indipendente.
Blinken ha frequentato la Dalton School di New York fino al 1971, per poi trasferirsi a Parigi con la madre Judith e l'avvocato Samuel Pisar, nuovo marito della madre che lo ha sposato dopo il divorzio da Donald. A Parigi, ha frequentato l'École Jeannine Manuel.
Blinken ha frequentato poi l'Università Harvard dal 1980 al 1984, dove si è laureato in studi sociali (Bachelor of Arts) e ha co-curato la rivista d'arte settimanale The Harvard Crimson. Blinken ha anche scritto una serie di articoli di attualità per i Crimson. Dopo aver conseguito la laurea, Blinken ha lavorato come stagista per The New Republic per circa un anno. Ha frequentato la Columbia University Law School dal 1985 e al 1988, dove ha conseguito la laurea in giurisprudenza (Juris Doctor) esercitando la professione legale a New York City e a Parigi. 

### Attività politica
Blinken ha lavorato con suo padre Donald per la raccolta fondi per la campagna elettorale di Michael Dukakis, il candidato democratico alle elezioni presidenziali del 1988 negli Stati Uniti.
Durante l'amministrazione Clinton, Blinken ha prestato servizio nel Dipartimento di Stato ed in posizioni di rilievo nel Consiglio per la sicurezza nazionale dal 1994 al 2001. È stato membro anziano del Center for Strategic and International Studies (CSIS) dal 2001 al 2002.
Dal 2002 al 2008 è stato direttore del personale democratico della commissione Esteri del Senato.

### Amministrazione Obama
Dal 2009 al 2013 è stato consigliere per la sicurezza nazionale del Vicepresidente degli Stati Uniti Joe Biden.
Viceconsigliere della sicurezza nazionale degli Stati Uniti dal 2013 al 2015, dal 2015 al 2017 è stato Vicesegretario di Stato con John Kerry durante il mandato del presidente Barack Obama.

### Segretario di Stato
Il 22 novembre 2020 viene indicato dal presidente eletto Joe Biden come nuovo segretario di Stato. Il 26 gennaio 2021 il Senato conferma la sua nomina con 78 voti favorevoli e 22 contrari, e Blinken entra in carica il giorno stesso.